# Selección de fútbol sub-17 de Sierra Leona
La Selección de fútbol sub-17 de Sierra Leona, conocida también como la Selección infantil de fútbol de Sierra Leona, es el equipo que representa al país en la Copa Mundial de Fútbol Sub-17 y en el Campeonato Africano Sub-17, y es controlada por la Asociación de Fútbol de Sierra Leona.

## Palmarés
- Campeonato Africano Sub-17: 0

  Subcampeón (1): 2003

## Estadísticas

### Campeonato Africano Sub-17
- 1995 : No clasificó
- 1997 : No clasificó
- 1999 : No participó
- 2001 : No clasificó
- 2003 :  Subcampeón
- 2005 : No clasificó
- 2007 : Abandonó el torneo
- 2009 : No clasificó
- 2011 : No clasificó
- de 2013 a 2017 : Abandonó el torneo
- 2019 : No clasificó
- 2023 : No clasificó

### Mundial Sub-17
- de 1985 a 2001 : No clasificó
- 2003 : Fase de grupos
- de 2005 a 2023 : No clasificó

## Jugadores destacados
- Samuel Barlay
- Obi Metzger
- Ibrahim Khalil Tahini
- Hassan Mila Sesay
- Sheriff Suma